# Uthavn
Uthavn (dansk: udhavn) betegner på norsk en mindre havn i den ydre skærgård. I sejlskibstiden havde skibe jævnligt behov for at søge ly og havn om natten, i uvejr, ved ugunstige vindretninger og ved skader. Uthavnene opstod derfor på steder, hvor der var egnede forhold for opankring: ly, god opankringsmulighed og mulighed for at sejle ud og ind under ulige vindretninger. 
Uthavnene fik jævnligt skibsbesøg, og med tiden fremvoksede ofte en fast bebyggelse, som hovedsagelig findes i skærgården ud mod Skagerrak og Nordsøkysten fra Ydre Oslofjord til Rogaland. Denne type bebyggelse var knyttet til gode havne for sejlskibene, og de lå nær de mest betydningsfulde sejlruter langs kysten. En af Nordeuropas vigtigste handelsveje gik fra landene syd og vest for Nordsøen: (Storbritannien, Nederlandene, Frankrig) gennem Skagerrak, nord for Jylland, gennem Kattegat og Øresund til Østersøen.

## Baggrund
Alle skibe i Skagerrak havde behov for at vente på gunstig vindretning for videre sejlads, de havde behov for at kunne søge i havn under uvejr, og de kunne søge hjælp efter havari eller for andre tjenester, som at indtage ny proviant, vand og træ.

## Den gode uthavn
En god uthavn skulle helst have flere muligheder for ind- og udsejling og helst en havbund, der gav godt ankerfæste. 
Omkring selve havnene kunne der udvikle sig bebyggelse med en række offentlige og andre tjenester som toldbod, lodsstation, handel, poststed, skole, skibsværft og lignende, desuden såre nyttige etablisementer som kroer og værtshus var af betydning.

## Under industrialiseringen
Dampskibene havde ikke brug for uthavnene, og efter, at sejlskibenes storhedstid var ovre, bortfaldt også selve grundlaget for uthavnenes ydelser. Dermed blev disse bebyggelser stillet i en ny situation.
Bebyggelsen var der fortsat, og mange uthavne overlevede med fast bosætning, fordi de skaffede sig vejforbindelse til en nærliggende by. Homborsund i Grimstad kommune er et eksempel herpå. Uthavne på øer uden mulighed for vejforbindelse blev attraktive steder for fritidsbosættelse i sommerhalvåret, og her er Merdø i Arendal kommune et godt eksempel.

## Norske uthavne
Eksempler på tidligere norske uthavne:
- Svinør, øst for Lindesnes
- Kleven ved Mandal
- Ny-Hellesund i Søgne
- Flekkerøy ved Kristiansand
- Gamle Hellesund
- Brekkestø ved Lillesand
- Homborsund ved Grimstad
- Hesnes ved Grimstad
- Merdø ved Arendal
- Sandviga ved Arendal
- Lyngør ved Tvedestrand
- Østerrisør, i dag byen Risør
- Loshavn i Farsund
- Ula mellem Larvik og Sandefjord
- Kjerringvik yderst i Sandefjordsfjorden
- Tallakshavn inden for Tønsberg Tønne på Østerøya.